# ساكرا كورونا يونيتا
ساكرا كورونا يونيتا (بالإيطالية: Sacra Corona Unita)‏ أو التاج الموحد المقدس، هي منظمة على غرار المافيا الإجرامية في بوليا في جنوب إيطاليا، تنشط خصوصاً في مناطق برينديزي و ليتشي و تارانتو.